# Taulis
Taulis (katalanisch Teulís) ist eine französische Gemeinde mit 58 Einwohnern (Stand 1. Januar 2022) im Département Pyrénées-Orientales in der Region Okzitanien. Sie gehört zum Arrondissement Céret und zum Kanton Le Canigou.

## Nachbargemeinden
Nachbargemeinden von Taulis sind Saint-Marsal im Norden, Montbolo im Süden und Corsavy im Westen.

## Bevölkerungsentwicklung
| Jahr      | 1962 | 1968 | 1975 | 1982 | 1990 | 1999 | 2013 |
| Einwohner | 92   | 51   | 63   | 64   | 84   | 45   | 50   |

## Sehenswürdigkeiten
- Dolmen Ribes Rojes und Caixa del Moro
- Romanische Kirche Sainte-Agnès in Croanques (Ruine)
- Romanische Kirche Saint-Jean-l’Évangéliste